# پل لاندن
 پل لاندن (انگلیسی: Paul London؛ زادهٔ ۱۶ آوریل ۱۹۸۰) یک کشتی‌گیر اهل ایالات متحده آمریکا است.